# Етнопсихологія
Етнопсихоло́гія (від грецького ethnos — народ, psyche — душа, logos — знання) — галузь психологічної науки, що вивчає психологічні особливості різних народів і культур, буквально «вивчення народного духу». Наука про психічну своєрідність людей, які належать до різних етнічних об'єднань (родоплемінних спільнот, народностей, націй), закономірності формування і функціонування національної свідомості, етнічних стереотипів.
Етнопсихологія досліджує:
1. національні особливості пізнавальних, емоційно-вольових процесів, а також стан і властивості особистості представників конкретних націй;
2. різноманітність соціально-психологічних процесів і явищ, що виникають серед конкретних націй і народів;
3. етнічну свідомість і самосвідомість, національні цінності та орієнтації, національні мрії, національні характери;
4. соціально-психологічні фактори етногенезу.

Однією з перших праць вітчизняної етнопсихології нового часу (після 1917 року) вважається брошура «Геопсихічні реакції і вдача українця» українського педагога, соціолога Івана Рибчина, видана 1966 року у Мюнхені.